# Antifeminism
| Antifeminism |
| --- |
| - Betydelse – aktivism som är eller sägs vara emot feminismens mål - Karaktär – aktivt motstånd mot kvinnorörelsen; ifrågasättande av könsmaktsordningens och patriarkatets makt - Bakgrund – 1800-talet - Relaterade begrepp – postfeminism, profeminism |

Antifeminism är en samlingsbeteckning för rörelser som står i opposition till feminism. Uttrycket används ofta som en negativ etikettering av aktivism som sägs motverka de samhällsförändringar som sagespersonen menar är nödvändiga.

## Utveckling
Begreppet antifeminism används för det mesta som en klassning av personer och aktivism som sägs motverka kampen för jämlikhet mellan könen i samhället. Det används också inom den feministiska rörelsen som en beteckning på aktivister som har en annan verklighetsuppfattning än sagespersonen.
Motståndet mot feminismen i alla dess former har tagit sig olika uttryck genom historien. Vid sekelskiftet 1899/1900 var en central fråga kvinnorösträtten, där motståndare mot denna i regel även var kritiska mot utökade möjligheter för kvinnor att utbilda sig, äga egendom på samma sätt som män och ha tillgång till preventivmedel.
I mitten av 1900-talet stod motsättningarna mellan den växande feminismen och motståndet mot denna runt rätten till abort. I USA handlade kampen även om det möjliga införandet av Equal Rights Amendment i landets konstitution.
Motståndet mot feminismen vid sekelskiftet 1999/2000 reagerade bland annat på feministiska teorier om könsmaktsordning och intersektionalitet. Ibland beskyllde man feminismen för olika samhälleliga problem som drabbade män och pojkar i större utsträckning, inklusive sämre skolbetyg och lägre grad av vidareutbildning bland unga män, könsskillnader i självmordsstatistiken och en upplevd nedvärdering av maskulina egenskaper i samhället. Efter millennieskiftet har antifeministisk aktivism ibland förknippats med våldsamma och högerextrema rörelser.

## Motsättningar
Alla moderna feminister ser inte könsmaktsordningen (en i första hand svenskmyntad term) och patriarkatet som ett lika grundläggande hinder för jämställdhetspolitiken. Bland annat kan radikalfeminister och en del andra företrädare för likhetsfeminism betrakta aktivister som stödjer särartsfeministisk ideologi som uppenbara hinder för kvinnors kamp för mer makt i samhället, något som leder till etiketteringar som "antifeminist". Sådan klassning har bland annat gjorts av den amerikanska filosofiprofessorn och författaren Christina Hoff Sommers, som själv klassat sig som "rättvisefeminist" (equity feminist) utifrån en liberalfeministisk hållning.
Det gemensamma för personer som fått etiketten "antifeminist" på sig är deras ifrågasättande av patriarkatets och könsmaktsordningens betydelse i det samhälle de lever i. De kan se dessa olägenheter för kvinnor i samhället som antingen överdrivna eller falska. Dessa människor kan också hävda att feminismen som ideologi uppmuntrar misandri samt att dess mål är att skada och förtrycka män.
Antifeminism kan även jämföras med profeminism. Det senare begreppet syftar på män som stödjer kvinnliga initiativ i den feministiska kampen men inte själv definierar sig som feminister. Skillnaden mellan anti- och profeministiskt engagemang kan här beskrivas som motstånd eller stöd till vissa samhälleliga förändringar.